# Campionato nigeriano di calcio
Il campionato nigeriano di calcio si suddivide in una serie di categorie interconnesse tra loro in modo gerarchico. Si disputa sotto l'egida della Federazione calcistica della Nigeria, l'ente deputato a governare il calcio in Nigeria; la massima divisione del calcio in Nigeria è la Nigeria Premier League.

## Struttura
| Livello | Divisione                                                           | Divisione                                                           | Divisione                                                           | Divisione                                                           | Divisione                                                           | Divisione                                                           | Divisione                                                           | Divisione                                                           | Divisione                                                           | Divisione                                                           | Divisione                                                           | Divisione                                                           |
| ------- | ------------------------------------------------------------------- | ------------------------------------------------------------------- | ------------------------------------------------------------------- | ------------------------------------------------------------------- | ------------------------------------------------------------------- | ------------------------------------------------------------------- | ------------------------------------------------------------------- | ------------------------------------------------------------------- | ------------------------------------------------------------------- | ------------------------------------------------------------------- | ------------------------------------------------------------------- | ------------------------------------------------------------------- |
| 1       | Nigerian Professional Football League - (lega nazionale) 20 squadre | Nigerian Professional Football League - (lega nazionale) 20 squadre | Nigerian Professional Football League - (lega nazionale) 20 squadre | Nigerian Professional Football League - (lega nazionale) 20 squadre | Nigerian Professional Football League - (lega nazionale) 20 squadre | Nigerian Professional Football League - (lega nazionale) 20 squadre | Nigerian Professional Football League - (lega nazionale) 20 squadre | Nigerian Professional Football League - (lega nazionale) 20 squadre | Nigerian Professional Football League - (lega nazionale) 20 squadre | Nigerian Professional Football League - (lega nazionale) 20 squadre | Nigerian Professional Football League - (lega nazionale) 20 squadre | Nigerian Professional Football League - (lega nazionale) 20 squadre |
| 2       | Nigeria National League - (lega nazionale) 36 squadre               | Nigeria National League - (lega nazionale) 36 squadre               | Nigeria National League - (lega nazionale) 36 squadre               | Nigeria National League - (lega nazionale) 36 squadre               | Nigeria National League - (lega nazionale) 36 squadre               | Nigeria National League - (lega nazionale) 36 squadre               | Nigeria National League - (lega nazionale) 36 squadre               | Nigeria National League - (lega nazionale) 36 squadre               | Nigeria National League - (lega nazionale) 36 squadre               | Nigeria National League - (lega nazionale) 36 squadre               | Nigeria National League - (lega nazionale) 36 squadre               | Nigeria National League - (lega nazionale) 36 squadre               |